# Vilma Ibarra
Vilma Lidia Ibarra (Lomas de Zamora, 21 de mayo de 1960) es una abogada, procuradora y política argentina. Entre el 10 de diciembre de 2019 y el 10 de diciembre de 2023, ocupó el cargo de secretaria Legal y Técnica de la Presidencia.

## Biografía
Es hija de Aníbal Ibarra (padre) y Lidia Lozano. Su padre fue un dirigente de centroizquierda socialista democrático nacido en Paraguay, que debió huir de su país a causa de la persecución política a opositores durante la dictadura de Higinio Morínigo y Alfredo Stroessner, además del profundo clima bélico con la Guerra Civil Paraguaya de 1947. Su madre, en cambio, fue una ama de casa nacida en Argentina, hija de inmigrantes españoles.
Cursó sus estudios en el Colegio Nacional Buenos Aires, donde integró la Federación Juvenil Comunista. Se recibió de abogada y procuradora en la Universidad de Buenos Aires. Es hermana de Aníbal Ibarra, exjefe de Gobierno de la Ciudad de Buenos Aires (2000-2006). Se casó con Adrián Leonardo Lebendiker, con quien tiene tres hijos, aunque años más tarde ambos se divorciarían. Tiempo después, fue pareja de Alberto Fernández durante 9 años (hasta 2014). 
En 1994 participó de la Convención Nacional Constituyente como asesora del Frente Grande y, en especial, de Carlos "Chacho" Álvarez. Posteriormente, entre 1996 y 1999, se desempeñó como secretaría parlamentaria del bloque del Frente País Solidario (FrePaSo) en la Cámara de Diputados. En 2000 fue elegida diputada porteña y en 2001 asumió como senadora por la ciudad por la Alianza. A partir de 2003 apoyó al presidente Néstor Kirchner.
Fue muy crítica de las posiciones tomadas por la ex presidenta Cristina Fernández de Kirchner en su libro Cristina versus Cristina por las contradicciones existentes en su discurso y su vida privada de lujo (injustificado en relación con sus declaraciones juradas). Aunque años más tarde, terminaría traicionando sus palabras al aliarse con esta durante el gobierno de su ex concubino.
En 2007 fue elegida diputada nacional por Encuentro Popular y Social- Frente para la Victoria. Durante su gestión ejerció como presidenta de la Comisión de Legislación General. Asimismo, participó en la redacción de la Ley del Matrimonio Igualitario, se encargó de darle estado parlamentario e impulsar el debate público. Dicha ley finalmente fue sancionada el día 15 de julio de 2010 y promulgada el 21 de julio de 2010, bajo la Ley 26.618.
En 2011, cuando terminó su mandato como diputada nacional, se alejó del kirchnerismo, y empezó a trabajar para la Corporación América (Aeropuertos Argentina 2000). Mientras estuvo en la actividad privada, asesoró en la Cámara de Diputados a Margarita Stolbizer, líder del partido GEN. En 2015, Vilma encabezó la lista como candidata al Parlasur y acompañó la candidatura de Stolbizer a presidenta de la Nación Argentina.
En diciembre de 2019 fue nombrada al frente de la secretaría Legal y Técnica de la Nación por el presidente Alberto Fernández. Desde su cargo, coordinó la elaboración del proyecto de ley de interrupción voluntaria del embarazo que fue aprobado por ambas cámaras del Congreso Nacional, estableciendo el aborto legal en Argentina en diciembre de 2020, bajo la Ley 27.610.

## Publicaciones
- Cristina versus Cristina (2015)